# 葛城嘉紀
葛城 嘉紀（かつらぎ よしき、1980年6月20日 - ）は、大阪府出身の日本の実業家、起業家、料理家プロデューサー。Nadia株式会社（旧社名：株式会社OCEAN'S）の創業者で代表取締役社長。

## 人物
プロフィール
大阪府藤井寺市出身。 同志社大学卒業後、ソニーミュージックエンタテインメントに入社し、ラルクアンシエルやゴスペラーズなどの音楽プロモーターとして音楽業界に従事。その後、株式会社リクルートにて新規事業開発およびSUUMO事業の営業や事業企画に携わる。2011年に独立。株式会社OCEAN'S（現：Nadia株式会社）を創業。レシピサイト「Nadia」や料理家及び料理研究家のマネジメント「Nadia Management」の運営をはじめとして、「食」と「料理」の分野で活動している。アマチュアキックボクサーとして試合にも出場している。モットーは「全ての行動は誰かのために」。

## 経歴
- 2010年12月24日、株式会社リクルート在籍時に前身となる企業を創業
- 2012年7月5日、株式会社OCEAN'S創業（現：Nadia株式会社）[4]

## メディア
- 文化放送『ピピッとサンデー Waku Waku Mix』コーナー企画「デリシャスキッチン」レギュラー (2013年4月 - 2014年3月)
- TBSラジオ『ジェーン・スー 生活は踊る』「スーさん、これいいよ！」出演 (2021年2月22日)